# Anne de Saxe (1903-1976)
Pour les articles homonymes, voir Anne de Saxe.
Anne de Saxe (en allemand, Prinzessin Anna Monika Pia von Sachsen, Herzogin zu Sachsen), née le 4 mai 1903 à Lindau et morte le 8 février 1976 à Munich, est une princesse royale de Saxe, devenue par son mariage archiduchesse d'Autriche et princesse royale de Hongrie.

## Biographie
La princesse Anne de Saxe est le septième et dernier enfant du dernier roi de Saxe et de son épouse Louise-Antoinette de Habsbourg-Toscane. Le 9 décembre 1902, sans ses enfants et enceinte, sa mère, Louise-Antoinette, quitte la Saxe. La petite princesse Anne de Saxe naît donc pendant la séparation de ses parents. Elle est envoyée à la Cour de son père, le roi Frédéric-Auguste III de Saxe à Dresde où elle grandit avec ses cinq frères et sœurs.
Son père abdique le 13 novembre 1918, mettant fin à la monarchie saxonne.

### Mariages et descendance
Le 4 octobre 1924, elle épouse au château de Sibyllenort en Silésie Joseph-François d'Autriche, fils de l'archiduc Joseph-Auguste de Habsbourg-Lorraine et de la princesse Augusta de Bavière, petite-fille de l'empereur François-Joseph.
De cette union naissent :
- Margarethe de Habsbourg-Lorraine (1925-1979), qui épouse en 1943 Alexander Erba-Odescalchi, prince de Monteleone (1914-2008) ;

- Ilona de Habsbourg-Lorraine (1927-2011), qui épouse en 1946 le duc Georges-Alexandre de Mecklembourg (1921-1996) dont elle divorce en 1974[1] ;

- Anne-Thérèse de Habsbourg-Lorraine (1928-1984) ;

- Joseph-Arpad de Habsbourg-Lorraine (1933-2017) ;

- István Dominique de Habsbourg-Lorraine (1934-2011), qui épouse en 1971 Maria Anderl (née en 1942), dont postérité ;

- Maria-Kinga de Habsbourg-Lorraine (née en 1938), qui épouse en 1959 Ernst Kiss (né en 1922) dont elle divorce en 1974 pour se remarier en 1988 avec Joachim Krist (1919-2005) ;

- Géza de Habsbourg-Lorraine (né en 1940), qui épouse en 1965 Monica Decker (née en 1939) dont il divorce en 1991. L'année suivante, il épouse Elizabeth Kunstadter (née en 1956), dont postérité des deux mariages ;

- Michel Koloman de Habsbourg-Lorraine (né en 1942), qui épouse en 1966 la princesse Christiane de Löwenstein-Wertheim-Rosenberg (née en 1940), dont postérité.

En 1972, quinze ans après le décès de son époux, elle épouse Reginald Kazanjian (1905-1990), civilement le 28 juillet, puis au cours d'une cérémonie religieuse à Veyrier en Suisse le 9 septembre suivant.

## Titres
- 4 mai 1903 - 4 octobre 1924 : Son Altesse Royale la princesse Anne de Saxe, duchesse en Saxe
- 4 octobre 1924 – 28 juillet 1972 : Son Altesse Impériale et Royale l'archiduchesse Anne d'Autriche, princesse de Hongrie, de Croatie et de Bohême
- 28 juillet 1972 - 8 février 1976 : Son Altesse Impériale et Royale l'archiduchesse Anne, Mme Reginald Kazanjian.

## Phaléristique
- Dame de l'ordre de Sidonie (Royaume de Saxe)

## Généalogie
Par son père, Frédéric-Auguste III de Saxe, Anne de Saxe est la petite-fille de Georges Ier de Saxe et de son épouse Marie-Anne de Portugal et l'arrière-petite-fille de Jean Ier de Saxe et de son épouse Amélie de Bavière. Par sa mère, elle est la petite-fille de Ferdinand IV de Toscane et d'Alice de Bourbon-Parme et l'arrière-petite-fille de Léopold II de Toscane et de Marie-Antoinette de Bourbon-Siciles.